# Wiesław Skrzydło
Wiesław Juliusz Skrzydło (ur. 11 kwietnia 1929 w Rokitnie, zm. 11 kwietnia 2021 w Lublinie) – polski prawnik, profesor nauk prawnych, specjalista prawa konstytucyjnego, działacz komunistyczny, rektor Uniwersytetu Marii Curie Skłodowskiej w latach 1972–1981.

## Życiorys
Studia prawnicze ukończył na Uniwersytecie Warszawskim. Z Uniwersytetem Marii Curie-Skłodowskiej związał się w 1949. Stopień naukowy doktora uzyskał na UMCS w 1959 (promotor prof. Andrzej Burda). Odbył staż naukowy we Francji (1960) w ramach przygotowywania rozprawy habilitacyjnej Istota przemian polityczno-ustrojowych w powojennej Francji (IV i V Republika). W 1963 habilitował się. Tytuł profesora nadzwyczajnego uzyskał w 1970, zaś profesora zwyczajnego w 1975. W latach 1964–1965 prodziekan Wydziału Prawa UMCS, 1965–1972 – prorektor, 1972–1981 – rektor tejże uczelni. W okresie 1985–1991 dyrektor Stacji Naukowej PAN w Paryżu.
Pod jego kierunkiem w 1999 stopień naukowy doktora uzyskał Krzysztof Eckhardt.
W latach 1987–1991 członek Rady Międzynarodowego Stowarzyszenia Prawa Konstytucyjnego. Był też wiceprezesem Zarządu Lubelskiego Towarzystwa Naukowego.
Między 1975 a 1980 był członkiem Centralnej Komisji Kontroli Partyjnej PZPR, od 1982 do 1985 pełnił funkcję I sekretarza Komitetu Wojewódzkiego PZPR w Lublinie. W latach 1981–1983 był członkiem Komisji KC PZPR powołanej dla wyjaśnienia przyczyn i przebiegu konfliktów społecznych w dziejach Polski Ludowej.
Zmarł 11 kwietnia 2021 w Lublinie. Został pochowany 17 kwietnia 2021 roku na cmentarzu przy ul. Lipowej w Lublinie.

## Wybrane publikacje
Wydał ponad 200 prac, m.in.:
- O partii i systemach partyjnych (1976),
- Ustrój polityczny PRL (1979),
- Ustrój polityczny Francji (1992),
- Konstytucja Rzeczypospolitej Polskiej. Komentarz (1997),
- Ustrój polityczny RP w świetle Konstytucji z 1997 roku (1998),
- Leksykon wiedzy o państwie i konstytucji (2000).

Był także redaktorem i współautorem wielu książek, m.in.:
- Ustroje państw współczesnych (1992),
- Prawo konstytucyjne (1993),
- Polskie prawo konstytucyjne (1997),
- Ustrój i struktura aparatu państwowego i samorządu terytorialnego (1997).

## Odznaczenia i wyróżnienia[8]
- Krzyż Komandorski Orderu Odrodzenia Polski
- Krzyż Oficerski Orderu Odrodzenia Polski
- Order Sztandaru Pracy II klasy[9]
- Złoty Krzyż Zasługi
- Medal 30-lecia Polski Ludowej
- Złoty Medal „Za zasługi dla obronności kraju”
- Medal Komisji Edukacji Narodowej
- Odznaka tytułu honorowego „Zasłużony Nauczyciel Polskiej Rzeczypospolitej Ludowej”
- Komandoria Narodowego Orderu Zasługi (Francja)
- Doktor honoris causa Uniwersytetu im. Iwana Franki we Lwowie (1979)